# 薛端 (明朝)
薛端（1439年11月23日—1507年12月17日），字士莊，左軍都督府留守左衛籍貫河南河南府孟津縣人，明朝政治人物。

## 生平
薛端眉清目秀，膚色白晳，為童生時獲參將袁某稱為奇異，勸喻他讀書，入順天府學後更加認真學習。當時提學御史嚴銓個性嚴苛，諸生不時被他鞭撻，適逢北京有人投匿名狀，嚴銓覺得狀書必定出自學校，打算置學生重罪，就藉口考核，同試者百多人，只有薛端的文詞明理中寓以辨解，嚴銓因此釋懷，讓他列入優等。之後他三次參加鄉試，到成化七年（1471年）成舉人，八年（1472年）會試卻下第，不久父親逝世服喪，歸家謝絕應酬，刑部尚書、太原人周瑄前來探訪他他也不接受。
薛端服闋後再次參加會試也未登第，到成化十四年（1478年）會試才中副榜，授莘縣教諭，莘縣士子好攻擊官府，沒有人考上科名，他到任後將一位情節嚴重者呈上置法，令該風氣斂息，再提拔十多位俊秀細心教導，因此在他任內有數人中舉。弘治年間，薛端陞任南京國子監博士，三年後考績得賜封修職佐郎，七年（1494年）再陞為岷王府右長史，擅長輔導不奉承，岷王朱膺鉟曾在宴會令各臣子歌唱，他說：「臣待罪，輔相都怕遲鈍，有損祿位，更遑論練習歌唱？」岷王為之改容，並賦詩表彰他的正直；十五年（1502年）進左長史，十八年（1505年）因病辭官；明武宗繼位，他獲進階中順大夫、四品服、緋帶金，鄉人都感到榮耀，正德二年（1507年）去世，享年六十九歲。

## 家族
薛端祖先薛友諒在元朝末年從軍，後歸附明朝，洪武時隸屬留守左衞千戶所，永樂年間京衛調北京，薛友諒留籍南京，其孫則是父親薛安。

## 引用
1. 1 2 3  《國朝獻徵錄·卷一百五》：岷府左長史薛先生端行狀（梅純）  先生姓薛氏，諱端，字士莊，先世河南孟津人，始祖友諒元末兵亂從戎，尋歸於國朝，洪武初分設軍衛，遂隸籍留守左衞之千戶所。永樂中以京衛分調北上，而先生之祖適在留籍，故子孫今家於南京。越二世至先生之父安，家始稍振，已而生先生，眉宇秀異、白晳瑩然如玉；當成童時參將袁公估方衛帥，一見而奇之曰：「是兒狀貌異常，豈宜屈於凡流？」促令業儒，未幾補京庠生，學日加進，時提學御史嚴銓性苛刻，案部所到諸生輒被楚撻無虛日，京師因有投匿名謗書者，嚴意必出學校，欲重加罪，乃先試以士增茲多口論，時同試者百餘人，獨先生之作詞理明暢中寓辨解，嚴意乃釋，因第以優等，眾亦獲免。先生於是益加砥礪，凡三應試，乃領成化辛卯鄉薦，明年壬辰復下第歸，尋丁父憂，葬祭之外謝客不出，閉門讀禮而已，太原周公嘗延先生授子弟經業，至是升刑部尚書，與先生居甚近，公屢致問先生，竟未嘗往謁，其守禮之確類如此。服闋又兩會試始中戊戌乙榜，拜山東莘縣學教諭，莘俗士子素奸訐，把持官府，久乏科名，先生乃舉甚者一人，呈所部以置於法，風始稍息；先生擇其英俊者十餘輩，躬課其進，故任內中舉者凡數人，皆先生之教也。弘治改元，升南京國子監博士，盡心供職亦如在莘學時，辛亥三載考績，賜敕封修職佐郎，甲寅升岷王府右長史，善於輔導不諛佞，王嘗宴群臣令各歌唱侑觴，先生曰：「臣待罪，輔相恆懼迂鈍，有孤祿位，遑暇習歌唱邪？」王之改容，且賦詩彰其直；壬戌進左長史，乙丑引疾歸。今上皇帝【正德】嗣位，進中順大夫秩、四品服緋帶金，鄉閭榮之，正德丁卯十一月十四日以疾終，距其生正統己未十月十七日，得年六十有九。